# Daniele Archibugi

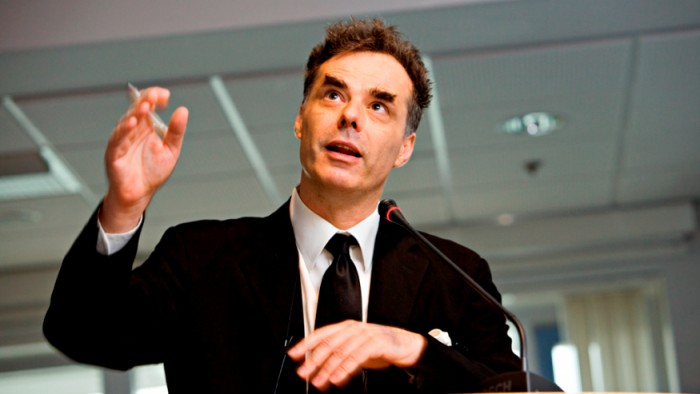
Daniele Archibugi (2010)

Daniele Archibugi (* 17. Juli 1958) ist ein italienischer Wirtschaftstheoretiker und politischer Theoretiker. Er arbeitet über die Ökonomie und Politik des technologischen Wandels, über die politische Theorie der internationalen Beziehungen und über politische und technologische Globalisierung.

## Biographie
Daniele Archibugi studierte Volkswirtschaftslehre an der Universität Rom La Sapienza und erwarb seinen Doktortitel an der University of Sussex. Er arbeitete und lehrte an den Universitäten von Sussex, Neapel, University of Cambridge, Rom, der London School of Economics and Political Science. Seit Juni 2006 hat er eine Ehrenprofessur an der Universität von Sussex inne. Derzeit arbeitet er am italienischen nationalen Wissenschaftskolleg, CNR in Rom und an der University of London, Birkbeck.
Im Feld der internationalen Beziehungen spielt er zusammen mit David Held eine Schlüsselrolle in der Entwicklung des Kosmopolitismus und der kosmopolitischen Demokratie. Held und Archibugi unternehmen insbesondere den Versuch, Normen und Werte der Demokratie auf die Weltpolitik anzuwenden.
Im Bereich der Innovationsstudien entwickelte Archibugi in Zusammenarbeit mit Jonathan Michie eine Taxonomie der Globalisierung von Technologie. Sie unterscheiden zwischen drei hauptsächlichen Übertragungswegen von Know-how: internationale Nutzbarmachung von Innovationen, globale Hervorbringung von Innovation und globale Zusammenarbeit in Wissenschaft und Technologie.

## Schriften
zum Thema Internationale Beziehungen:
- mit David Held: Cosmopolitan Democracy. An Agenda for a New World Order. Polity Press 1995.
- mit David Held und Martin Koehler: Reimagining Political Community. Studies in Cosmopolitan Democracy. Polity Press 1998.
- Debating Cosmopolitics. Verso 2003.
- The Global Commonwealth of Citizens. Toward Cosmopolitan Democracy. Princeton University Press 2008, ISBN 978-0-691-13490-1.
- mit Mathias Koenig-Archibugi und Raffaele Marchetti: Global Democracy: Normative and Empirical Perspectives. Cambridge University Press 2011, ISBN 978-0-521-17498-5.
- mit Ali Emre Benli, Claiming Citizenship Rights in Europe. Emerging Challenges and Political Agents. (Routledge, 2018) ISBN 978-1-138-03673-4.
- mit Alice Pease: Crime and Global Justice: The Dynamics of International Punishment. (Polity Press 2017), ISBN 978-1-5095-1262-1.

zum Thema Innovationsstudien:
- mit Mario Pianta: The Technological Specialization of Advanced Countries. Kluwer 1992.
- mit Jonathan Michie: Technology, Globalisation and Economic Performance. Cambridge University Press 1997.
- mit Jonathan Michie: Trade, Growth and Technical Change. Cambridge University Press 1998.
- mit Jonathan Michie: Innovation Policy in a Global Economy. Cambridge University Press 1999.
- mit Bengt-Åke Lundvall: The Globalising Learning Economy. Oxford University Press 2001.
- mit Andrea Filippetti: Innovation and Economic Crises. Lessons and Prospects from the Economic Downturn., Routledge 2011, ISBN 978-0-415-60228-0.
- mit Andrea Filippetti: The Handbook of Global Science, Technology and Innovation., John Wiley & Sons 2015, ISBN 978-1-118-73906-8.